# František Kundert
František Kundert (ur. 28 lipca 1891 w Žižkovie, zm. 27 lutego 1957) – kolarz reprezentujący Czechy na igrzyskach olimpijskich w Sztokholmie w 1912 r. oraz Czechosłowację na igrzyskach olimpijskich w Antwerpii w 1920 roku i igrzyskach olimpijskich w Paryżu w 1924 roku.

## Występy na letnich igrzyskach olimpijskich

### Indywidualnie
| Igrzyska | Konkurencja         | Klasyfikacja | Klasyfikacja |
| Igrzyska | Konkurencja         | Czas         | Miejsce      |
| -------- | ------------------- | ------------ | ------------ |
| LIO 1912 | Wyścig indywidualny | DNF          | DNF          |
| LIO 1920 | Wyścig indywidualny | 5-38:07.0    | 39.          |
| LIO 1924 | Wyścig indywidualny | DNF          | DNF          |

### Drużynowo
| Igrzyska | Konkurencja      | Członkowie drużyny                                       | Klasyfikacja | Klasyfikacja |
| Igrzyska | Konkurencja      | Członkowie drużyny                                       | Czas         | Miejsce      |
| -------- | ---------------- | -------------------------------------------------------- | ------------ | ------------ |
| LIO 1912 | Wyścig drużynowy | Václav Tintěra Bohumil Kubrycht Jan Vokoun Bohumil Rameš | DNF          | DNF          |
| LIO 1920 | Wyścig drużynowy | Josef Procházka Ladislav Janoušek Bohumil Rameš          | 22-10:01.8   | 9.           |
| LIO 1924 | Wyścig drużynowy | Antonín Perič Karel Červenka Antonín Charvát             | 22-01:16.8   | 11.          |